# Lotta ai Giochi olimpici
La lotta ai Giochi olimpici affonda le proprie radici nei Giochi olimpici antichi, infatti sin dal 708 a.C. veniva disputata. Con la restaurazione dei moderni Giochi olimpici, la lotta (nella forma greco-romana) è riapparsa ai Giochi sin da Atene 1896 e, ad eccezione del programma olimpico del 1900, tuttora fa parte dell'evento polisportivo. A Saint Louis 1904 assume l'unica veste di lotta libera e vengono introdotte le classi di peso. Con un leggero rodaggio di qualche edizione, entrambi gli eventi - divisi per classi - entrano pian piano a far parte del programma olimpico raggiungendo ai Giochi di Atlanta 1996 dieci differenti classi di peso divise in 20 eventi. Da Atene 2004 vengono introdotti anche eventi femminili unicamente nella lotta libera. Si compone attualmente di 6 classi di peso distribuiti in 18 eventi. Da Pechino 2008 gli atleti premiati, così come avviene anche per gli altri sport da combattimento, sono quattro, assegnando un'ulteriore medaglia di bronzo.
Nel febbraio 2013 il CIO esprime la propria volontà di rimuovere, per ragioni di costi (e forse d'interesse), la disciplina dai Giochi di Tokyo 2020. Dopo una consistente campagna da parte della federazione, lo sport ha riassunto il proprio status di disciplina ufficiale nel settembre dello stesso anno.

## Medagliere
Aggiornato a Parigi 2024. In corsivo le nazioni (o le squadre) non più esistenti.
Non sono incluse nel conteggio le medaglie vinte durante i Giochi olimpici intermedi.
| Pos | Nazione                   | Oro | Argento | Bronzo | Totale |
| --- | ------------------------- | --- | ------- | ------ | ------ |
| 1   | Unione Sovietica          | 62  | 31      | 23     | 116    |
| 2   | Stati Uniti               | 57  | 46      | 42     | 145    |
| 3   | Giappone                  | 45  | 23      | 19     | 87     |
| 4   | Russia                    | 31  | 14      | 14     | 59     |
| 5   | Turchia                   | 29  | 18      | 21     | 68     |
| 6   | Svezia                    | 28  | 27      | 31     | 86     |
| 7   | Finlandia                 | 26  | 28      | 29     | 83     |
| 8   | Ungheria                  | 20  | 17      | 19     | 56     |
| 9   | Bulgaria                  | 18  | 32      | 23     | 73     |
| 10  | Iran                      | 13  | 19      | 23     | 55     |
| 11  | Cuba                      | 12  | 7       | 13     | 32     |
| 12  | Corea del Sud             | 11  | 11      | 14     | 36     |
| 13  | Romania                   | 7   | 8       | 19     | 34     |
| 14  | Italia                    | 7   | 4       | 11     | 22     |
| 15  | Squadra Unificata         | 6   | 5       | 5      | 16     |
| 16  | Germania                  | 5   | 13      | 11     | 29     |
| 17  | Polonia                   | 5   | 9       | 13     | 27     |
| 18  | Estonia                   | 5   | 2       | 4      | 11     |
| 19  | Azerbaigian               | 4   | 8       | 16     | 28     |
| 20  | Ucraina                   | 4   | 8       | 9      | 21     |
| 21  | Georgia                   | 4   | 7       | 10     | 21     |
| 22  | Jugoslavia                | 4   | 6       | 6      | 16     |
| 23  | Francia                   | 4   | 4       | 10     | 18     |
| 24  | Svizzera                  | 4   | 4       | 7      | 15     |
| 25  | Norvegia                  | 4   | 2       | 3      | 9      |
| 26  | ROC                       | 4   | 0       | 4      | 8      |
| 27  | Canada                    | 3   | 7       | 7      | 17     |
| 28  | Gran Bretagna             | 3   | 4       | 10     | 17     |
| 29  | Corea del Nord            | 3   | 2       | 7      | 12     |
| 30  | Uzbekistan                | 3   | 2       | 5      | 10     |
| 31  | Cina                      | 2   | 6       | 12     | 20     |
| 32  | Armenia                   | 2   | 5       | 4      | 11     |
| 33  | Egitto                    | 2   | 3       | 3      | 8      |
| 34  | Germania Est              | 2   | 3       | 2      | 7      |
| 35  | Cecoslovacchia            | 1   | 7       | 7      | 15     |
| 36  | Kazakistan                | 1   | 6       | 11     | 18     |
| 37  | Squadra Unificata Tedesca | 1   | 5       | 3      | 9      |
| 38  | Germania Ovest            | 1   | 4       | 4      | 9      |
| 39  | Grecia                    | 1   | 3       | 8      | 12     |
| 40  | Serbia                    | 1   | 0       | 1      | 2      |
| 41  | Bahrein                   | 1   | 0       | 0      | 1      |
| 42  | Bielorussia               | 0   | 7       | 7      | 14     |
| 43  | Kirghizistan              | 0   | 4       | 7      | 11     |
| 44  | Mongolia                  | 0   | 4       | 6      | 10     |
| 45  | Danimarca                 | 0   | 3       | 7      | 10     |
| 46  | Belgio                    | 0   | 3       | 0      | 3      |
| 47  | India                     | 0   | 2       | 6      | 8      |
| 48  | Australia                 | 0   | 1       | 2      | 3      |
| 48  | Libano                    | 0   | 1       | 2      | 3      |
| 50  | Lituania                  | 0   | 1       | 1      | 2      |
| 50  | Moldavia                  | 0   | 1       | 1      | 2      |
| 50  | Porto Rico                | 0   | 1       | 1      | 2      |
| 53  | Cile                      | 0   | 1       | 0      | 1      |
| 53  | Ecuador                   | 0   | 1       | 0      | 1      |
| 53  | Lettonia                  | 0   | 1       | 0      | 1      |
| 53  | Messico                   | 0   | 1       | 0      | 1      |
| 53  | Nigeria                   | 0   | 1       | 0      | 1      |
| 53  | Siria                     | 0   | 1       | 0      | 1      |
| 53  | Slovacchia                | 0   | 1       | 0      | 1      |
| 53  | Tagikistan                | 0   | 1       | 0      | 1      |
| 61  | Colombia                  | 0   | 0       | 3      | 3      |
| 62  | Albania                   | 0   | 0       | 2      | 2      |
| 62  | Austria                   | 0   | 0       | 2      | 2      |
| 64  | Rep. Ceca                 | 0   | 0       | 1      | 1      |
| 64  | Macedonia del Nord        | 0   | 0       | 1      | 1      |
| 64  | Pakistan                  | 0   | 0       | 1      | 1      |
| 64  | San Marino                | 0   | 0       | 1      | 1      |
| 64  | Spagna                    | 0   | 0       | 1      | 1      |
| 64  | Tunisia                   | 0   | 0       | 1      | 1      |